# Narodni parki v Španiji
V Španiji je šestnajst narodnih parkov: enajst na Iberskem polotoku, štirje na Kanarskih otokih in eden na Balearskih otokih. Dvanajst od sedemnajstih avtonomnih skupnosti v Španiji ima narodne parke. Največ jih imajo Kanarski otoki s štirimi, sledijo Andaluzija s tremi ter Kastilija - Manča ter Kastilija in Leon s po dvema. Obstaja pet avtonomnih skupnosti, ki nimajo narodnih parkov: Baskija, La Rioja, Murcia, Navara, Valencijska skupnost.
Od leta 2017 je približno 15 milijonov ljudi obiskalo španske narodne parke, pri čemer je Teide predstavljal približno 28 % vseh obiskovalcev. Drugi najbolj obiskan park je bil Picos de Europa (17 %), sledi Ordesa y Monte Perdido (13 %). Najmanj obiskana parka sta bila Cabrera Archipelago (0,81 %) in Cabañeros (0,72 %). Z več kot 2,5 milijona obiskovalcev leta 2013 je bil Teide tisto leto najbolj obiskan narodni park v Evropi in šesti najbolj obiskan na svetu.

## National parks
| Ime                                                | Slika | Provinca                           | Avtonomna skupnost                        | Ustanovitev | Površina     | Opis | Ref    |
| -------------------------------------------------- | ----- | ---------------------------------- | ----------------------------------------- | ----------- | ------------ | --- | ------ |
| Narodni park Aigüestortes i Estany de Sant Maurici |       | Lleida                             | Katalonija                                | 1955        | 14.119 ha    | Sestavljen je iz dveh dolin (Sant Nicolau in L'Escrita), ki sta med rekama Noguera Pallaresa in Noguera Ribagorzana. Comaloforno je najvišja gora z vrhom na 3033 metrih | [ 3 ]  |
| Narodni park Cabañeros                             |       | Ciudad Real in Toledo              | Kastilija - Manča                         | 1995        | 40.856 ha    | Je najboljše in največje ohranjeno območje iberskega sredozemskega gozda z ogromno raznolikostjo rastlinskih vrst. Del sistema gorskih verig Montes de Toledo. Rocigalgo je s približno 1500 metri najvišja gora v parku. | [ 5 ]  |
| Narodni park arhipelag Cabrera                     |       | Balearski otoki                    | Balearski otoki                           | 1991        | 90.800,52 ha | Sestavljen je iz balearskega otoka Cabrera, ki je bil izoliran od Majorke v zadnjem ledeniškem obdobju pred 12.000 leti in okoliškega arhipelaga. | [ 7 ]  |
| Narodni park Kaldera Taburiente                    |       | Santa Cruz de Tenerife (La Palma)  | Kanarski otoki                            | 1954        | 4.690 ha     | Ogromna vulkanska kaldera, prekrita z gostim gozdom kanarskega bora in kanarskega brina, kjer živi več ogroženih vrst in astronomski observatorij Roque de los Muchachos. | [ 8 ]  |
| Narodni park Doñana                                |       | Huelva in Sevilja                  | Andaluzija                                | 1969        | 54.252 ha    | Park je območje močvirij, plitvih potokov in peščenih sipin v Las Marismas, delti, kjer se reka Guadalquivir izliva v Atlantski ocean. Ima biotsko raznovrstnost, ki je edinstvena v Evropi, vključno s tisoči evropskih in afriških ptic selivk ter ogroženimi vrstami, kot sta španski cesarski orel in iberski ris.                                                              | [ 9 ]  |
| Narodni park Garajonay                             |       | Santa Cruz de Tenerife (La Gomera) | Kanarski otoki                            | 1981        | 3984 ha      | Park je najboljši primer kanarskega lavrisilva, vlažnega subtropskega gozda, ki je v terciarju pokrival skoraj vso južno Evropo. Številne vrste rastlin in živali so endemične za Makaronezijske otoke, Kanarske otoke ali La Gomero, gozd Garajonay pa skriva bogato bioto podrastnih rastlin, nevretenčarjev ter ptic in netopirjev, vključno z velikim številom endemičnih vrst. | [ 10 ] |
| Narodni park Guadarrama                            |       | Madrid, Segovia in Ávila           | Madrid in Kastilija in Leon               | 2013        | 33.960 ha    | Edini iberski primeri 'visokega sredozemskega gorovja', kjer živi več kot 1280 različnih vrst rastlin in živali. | [ 11 ] |
| Narodni park galicijski atlantski otoki            |       | A Coruña in Pontevedra             | Galicija (Španija)                        | 2002        | 8480 ha      | Obsega arhipelage Cíes, Ons, Sálvora in Cortegada. Park obsega 1200 ha kopnega in 7200 ha morskega območja. | [ 12 ] |
| Monfragüe                                          |       | Cáceres                            | Extremadura                               | 2007        | 18.396 ha    | Prevladujejo trije glavni habitati: sredozemski gozdovi in grmišča, deheze, skalnata območja in vodna telesa (reke in akumulacije). V parku gnezdi več kot 200 vrst vretenčarjev, mnoge druge ptice prezimijo ali jih je mogoče opaziti na prehodu med selitvijo na druge zemljepisne širine. Ptice so skupina vretenčarjev z največjo številčnostjo vrst in osebkov.               | [ 13 ] |
| Narodni park Ordesa y Monte Perdido                |       | Huesca                             | Aragonija                                 | 1918        | 15.608 ha    | Visokogorski park na prehodu med evro-sibirsko in sredozemsko regijo, ledeniške erozijske formacije in visoka biotska raznovrstnost. | [ 14 ] |
| Narodni park Picos de Europa                       |       | Asturija, León in Kantabrija       | Asturija, Kastilija in Leon in Kantabrija | 1918        | 67.127 ha    | Zajema gorovje Picos de Europa (del Kantabrijskega gorovja) in je sestavljeno iz treh masivov: osrednjega, zahodnega in vzhodnega. Torre de Cerredo je najvišja gora z 2646 metri | [ 16 ] |
| Narodni park Sierra Nevada                         |       | Granada, Almería in Málaga         | Andaluzija                                | 1999        | 85.883 ha    | Park ima petnajst vrhov nad 3000 metri nadmorske višine, vključno z Mulhacénom, najvišjo goro na Iberskem polotoku, z vrhom 3482 metrov. | [ 18 ] |
| Narodni park Sierra de las Nieves                  |       | [[laga                             | Andaluzija                                | 2021        | 22.979,76 ha | Pravi zaščitni znak tega ozemlja so gozdovi španske jelke, botanični ostanek terciarnih gozdov iglavcev, ki so endemični v gorskih verigah Malage in Cadiza in imajo v tem zaščitenem naravnem območju največje območje razširjenosti na svetu s skoraj 2000 hektarjev. | [ 19 ] |
| Narodni park Tablas de Daimiel                     |       | Ciudad Real                        | Kastilija - Manča                         | 1973        | 3030 ha      | Park je zadnji ohranjeni primer poplavnih mokrišč v sušnem osrednjem delu Iberskega polotoka. | [ 21 ] |
| Narodni park Teide                                 |       | Santa Cruz de Tenerife (Tenerife)  | Kanarski otoki                            | 1954        | 18.990 ha    | Na vrhu najvišje španske gore je ta narodni park, ki je tudi Unescov seznam svetovne dediščine, značilne vulkanske gore, različne rastlinske vrste, vključno s krhkimi vrstami, kot sta kanarska cedra in kanarski bor ter nekaj ptic in živali. | [ 22 ] |
| Narodni park Timanfaya                             |       | Las Palmas (Lanzarote)             | Kanarski otoki                            | 1974        | 5107 ha      | Edini narodni park v Španiji, ki je v celoti geološki in predstavlja nedavni in zgodovinski vulkanizem v makaronezijski regiji. Zadnji vulkanski izbruhi so se zgodili v 18. stoletju in tudi v 19. stoletju. | [ 24 ] |